# Govia Thameslink Railway
 (mai 2025).
Si vous disposez d'ouvrages ou d'articles de référence ou si vous connaissez des sites web de qualité traitant du thème abordé ici, merci de compléter l'article en donnant les références utiles à sa vérifiabilité et en les liant à la section « Notes et références ».
Govia Thameslink Railway est un opérateur ferroviaire à franchise en Angleterre appartenant à GoVia. Il exploite des services de transport de passagers régionales et nationales, desservant notamment les gares de Londres London-Bridge et Londres Victoria. Il dispose d'un accord d'accès aux voies jusqu'en 2028.